# Pilsting
Pilsting købstad (markt) i Landkreis Dingolfing-Landau i Niederbayern i den tyske delstat Bayern, med knap 6.200 indbyggere.

## Geografi
Pilsting ligger i Isardalen
Der er følgende landsbyer: Ganacker, Großköllnbach, Harburg, Pilsting, Waibling.